# Zakrzewo-Froczki
Zakrzewo-Froczki – część wsi Zakrzewo Wielkie  w Polsce, położona w województwie mazowieckim, w powiecie mławskim, w gminie Wieczfnia Kościelna.
W latach 1975–1998 Zakrzewo-Froczki administracyjnie należało do województwa ciechanowskiego.